# روبر یکم، دوک نورماندی
رابرت یکم، دوک نورماندی ملقب به باشکوه (فرانسوی: le Magnifique‎) (۲۲ ژوئن ۱۰۰۰ – ۱ تا ۳ ژوئیه ۱۰۳۵) از سال ۱۰۲۷ تا هنگام مرگش دوک نورماندی بود. بیشتر او را رابرت یکم نامیده‌اند. (با توجه به اینکه مشخص نیست او چندمین رابرتی است که در دوک‌نشین نورماندی حاکم بوده‌است)

## زندگی

درخت (شجره نامه) خانوادگی

او پسر ریچارد دوم، دوک نورماندی و جودیت دختر کانن یکم، دوک بریتانی بود . او همچنین نوه ریچارد یکم، دوک نورماندی، نبیره ویلیام یکم، دوک نورماندی و ندیده رولو اولین دوک نورماندی و فرمانده وایکینگ‌ها است. وایکینگ‌هایی که دوک‌نشین نورماندی را پایه‌ریزی کردند. پیش از مرگ ریچارد دوم، وی تصمیم گرفته بود پسر بزرگ خود ریچارد سوم را جانشین خود کند در حالی که رابرت پسر دومش را کنت ایم کند. در اوت ۱۰۲۶ ریچارد دوم درگذشت و ریچارد سوم تبدیل به دوک شد. اما خیلی زود پس از آن رابرت علیه برادر خود شورشی به راه انداخت و پس از آن شکست خورد و مجبور شد به برادر بزرگتر خود ریچارد سوگند وفاداری بخورد.

### آغاز فرمانروایی
زمانی که ریچارد سوم درگذشت تا یک سال بعد سوء‌ظنی وجود داشت که رابرت در مرگ او دست داشته‌است. اگر چه هیچ‌کس نمی‌توانست ثابت کند که رابرت در این مورد کاری انجام داده است. جنگ داخلی که رابرت علیه برادرش ریچارد سوم بپا کرده بود هنوز هم باعث بی‌ثباتی در دوک‌نشین شده بود. همچنین در طی این زمان که بسیاری از اشراف نورماندی آنجا را ترک کرده و به دنبال بخت و اقبال خود در جنوب ایتالیا یا جاهای دیگر بودند. اندکی پس از رسیدن به جایگاه دوک، در پی کینه‌جویی با عموی خود رابرت دوم، سراسقف روآن و کنت اورو شد. شاید به این احتمال که هنگامی که با برادرش ریچارد در جنگ بود، عمویش از ریچارد پشتیبانی کرده‌است. با توافق آتش‌بس به عمویش این اجازه را داد تا نورماندی را ترک و در تبعید زندگی کند. اما این منجر به فرمان تکفیر سراسر نورماندی شد که تنها زمانی که سر اسقف رابرت اجازه بازگشت را یافت و جایگاه خود را به عنوان کنت دوباره بدست آورد تکفیر برداشته شد. همچنین رابرت به کشیش نیرومند دیگری به نام هوگوی سوم که پسرعموی وی و اسقف بایو بود یورش آورد و او را برای مدت طولانی از نورماندی مطرود کرد. رابرت همچین مقداری زیادی از دارایی‌های کلیسا در صومعه فکامپ (فرانسوی: Fecamp) را مصادره کرد.

### بیرون از نورماندی
رابرت باوجود داشتن مشکلات داخلی تصمیم گرفت که در جنگ داخلی فلاندر میان بالدوین پنجم، کنت فلاندر و پدرش بالدوین چهارم دخالت کند. تنش میان آن‌ها باعث شد تا بالدوین جوان از فلاندر رانده شود. بالدوین از پشتیبانی پدر زن خود روبر دوم پادشاه فرانسه برخوردار بود. در سال ۱۰۳۰ هنگامی که دوک رابرت به یاری از بالدوین پدر برخاست و برای کمک نظامی به وی اعلام آمادگی کرد، بالدوین پسر از در آشتی درآمد. از سوی دیگر پس از مرگ شاه روبر دوم، دوک رابرت به آنری یکم پادشاه آتی فرانسه پناه داد، زیرا مادرش شهبانو کنستانس پسر کوچکتر و دلبند خود را به جانشینی پدر بر تخت نشاند. رابرت در ازای کمکی که به آنری کرد، ناحیه وکسین را به عنوان پاداش دریافت نمود.
در آغاز دهه۱۰۳۰ آلان سوم، دوک بریتانی دامنه نفوذ خود را در منطقه رن گسترش داد و به نظر می‌رسید نقشه‌هایی برای ناحیه مون سن-میشل دارد. پس از چپاول دول-دو-برتانی، کوشش وی در پیشروی به منطقه آورانشز ناکام ماند. در این هنگام دوک رابرت اردوکشی بزرگی علیه پسرعموی آلان به راه انداخت. گرچه پس از این رویداد آلان از دایی خود رابرت سراسقف روآن درخواست میانجیگری کرد؛ که با پادرمیانی سراسقف صلحی میان آلان و دوک رابرت برقرار شد و آلان دست‌نشانده رابرت درآمد. از سویی عمه‌زادگان ویلیام ادوارد و آلفرد به همراه عمه‌اش امای نورماندی و شوهرش اتلرد بدفهم پادشاه در تبعید انگلستان در دربار وی در نورماندی زندگی می‌کردند؛ که این امتیاز بزرگی برای رابرت بوده‌است. گفته شده در پس پرده رابرت در اندیشه تاختن به انگلستان بوده که گویا به دلیل بادهای مخالف از اجرای آن ناکام ماند.
با وجود آسیب رساندن طوفان به ناوگان رابرت، وی در جزیره گرنزی پیاده شد. در سالنامه دوک‌های نورمان آمده‌است که کانوت بزرگ سفیرانی نزد رابرت روانه کرد و به وی پیشنهاد کرد که نیمی از پادشاهی انگلستان به ادوارد و آلفرد برسد. پس از آنکه رابرت اردوکشی دریایی خود را به تأخیر انداخت، تصمیم گرفت که به یک سفر زیارتی در اورشلیم برود و هرگونه تصمیم‌گیری در این باره را به آینده موکول کرد.

### ارتباط با کلیسا
نگرش رابرت به کلیسا پس از اینکه عمویش دوباره به جایگاهش به سراسقفی روآن بازگشت به طرز محسوسی دگرگون شد. در تلاش برای عادی‌سازی روابط خود با کلیسا تمامی دارایی‌هایی را که خودش یا دست‌نشاندگانش مصادره کرده بودند بازگرداند و دارایی‌ها و اشیایی که در سال ۱۰۳۴ از صومعه فکامپ تاراج کرده بود بازپس فرستاد.
رابرت پیش از آنکه برنامه سفر خود را آغاز کند، پسر هشت ساله و نامشروع خود به نام ویلیام را به جانشینی خود برگزید. برپایه نوشته‌های سالنامه دوک‌های نورمان، او از مسیر قسطنطنیه به اورشلیم رسید. اما به شدت بیمار شد و در راه بازگشت در نیقیه در ۲ ژوئیه ۱۰۳۵ درگذشت.